# 特奥多罗·加西亚·埃赫亚
特奥多罗·加西亚·埃赫亚（西班牙語：Teodoro García Egea，1985年—）是西班牙人民党政治人物。

## 经历
1985年出生于穆尔西亚地区谢萨市。2007年至2009年在家乡谢萨市议会担任议员。毕业于卡塔赫纳理工大学通信工程专业，曾在馬里蘭大學學院市分校读研究生。
2011年西班牙大选中，他是人民党在穆尔西亚地区的代表。2012年1月接替到参议院的海梅·加西亚-莱加斯担任众议院议员。
2015年12月获得卡塔赫纳理工大学机器人博士学位。
2018年7月被巴勃羅·卡薩多任命为人民党秘书长。